# Catarctia eos
Catarctia eos är en fjärilsart som beskrevs av Sergius G. Kiriakoff 1955. Catarctia eos ingår i släktet Catarctia och familjen tandspinnare. Inga underarter finns listade i Catalogue of Life.